# Xyp9x
Андреас Хёйслет (дат. Andreas Højsleth, род. 11 сентября 1995, Орс, Дания) — датский киберспортсмен в дисциплине Counter-Strike:Global Offensive и Counter-Strike 2, более известный под ником xyp9x. Чемпион ELEAGUE Atlanta 2017, FACEIT London 2018, IEM Katowice 2019, StarLadder Berlin 2019. Является одним из лучших игроков в клатч-ситуациях (ситуаций «один против одного или нескольких соперников») на профессиональной сцене CS:GO, за что получил свое прозвище «клатч-министр». Андреас вместе с тремя сокомандниками (dupreeh, gla1ve и dev1ce) из Astralis стали первыми, и единственными игроками, выигравшими 4 мейджор-турнира по CS:GO, 3 из которых подряд, что является абсолютными рекордами.
За всю карьеру Андреас заработал призовыми более 2 000 000 долларов США.

## Ранние годы
В компьютерные игры Андреас Хёйслет начал играть с 9 лет, деля компьютер со своим старшим братом, благодаря которому Андреас и узнал о Counter-Strike. Возвращаясь из школы, Xyp9x наблюдал за игрой своего брата. В 14 лет на подаренные деньги Андреас купил собственный компьютер, чтобы стать независимым от своего старшего брата и иметь возможность играть на более высоком уровне.

## Карьера
Свой никнейм Андреас придумал при помощи случайного нажатия клавиш на клавиатуре.

### 2011
Свою профессиональную карьеру Андреас Хёйслет начал в 16 лет, играя в Countre-Strike 1.6 за датскую команду Xapso. Его тиммейтами на тот момент были Тимм «ArcadioN» Хенриксен, Мортен «coloN» Йохансенн, Кристиан «turkizh» Биндслев и Мартин «trace» Хельдт. Но вскоре была анонсирована Counter-Strike:Global Offensive, из-за чего количество турниров уменьшилось, а команде пришлось выступать онлайн.

### 2012—2013
В октябре 2012 xyp9x перешёл в CS:GO, где поначалу выступал за датскую команду CPLAY, а в январе 2013 Андреас был приглашен в датско-шведский ростер Fnatic. На тот момент тиммейтами Хёйслета были Мартин «trace» Хельдт, Михаэль «Friis» Йоргенсен, Магнус «JOKERN» Бартель и Деннис «Rytter» Риттер. После того, как команда заняла вторые места на Mad Catz Invitational, EMS Spring 2013 и The Blast 2013, у состава началась серия неудач, из-за чего руководство распустила датский коллектив.

### 2013
В середине 2013 Андреас Хёйслет присоединяется к Copenhagen Wolves, где его тиммейтами становятся Хенрик «FeTiSh» Кристенсен, Николай «Nico» Йенсен и только перешедшие из CS:Source Питер «dupreeh» Расмуссен и Николай «device» Редтц. Команда стабильно входила в топ-4 лучших составов мира. В конце года команда вошла в топ-8 мейджора DreamHack Winter 2013. Также в этом году проводился European Championship 2013, где xyp9x в составе сборной занял 1 место. В конце года xyp9x впервые попал в топ-20 лучших игроков мира по версии hltv.org.

### 2014
В начале года состав Copenhagen Wolves был распущен, и датчане продолжили выступать под тегом Team Dignitas. В 2014 проводилось три мейджор турнира: на EMS One Katowice 2014 и ESL One Cologne 2014 коллектив дошёл до полуфинала, а на DreamHack Winter 2014 остановился в 1/4. На остальных турнирах Team Dignitas не поднималась выше топ-8, поэтому вместо Хенрик «FeTiSh» Кристенсен пришёл Финн «karrigan» Андерсен, который стал новым капитаном команды. Андреас любил играть структурированно и взвешено, поэтому он нуждался в сильном лидере, которым являлся karrigan.

### 2015
После удачного выступления на MLG X Games состав решил не продлевать контракты с организацией Team Dignitas, а перейти в Team SoloMid. Свежий взгляд на игру, который внес karrigan, помог команде, и в 2015 Team SoloMid конкурировала с одной из лучших команд на то время Fnatic, обыграв её в финалах PGL CS:GO Championship Series, Fragbite Masters 4 CS:GO и и Game Show CS:GO League Season 2. TSM играла на всех трех мейджорах года и не опускалась ниже 5-8 места, а на ESL One Cologne 2015 сыграла в полуфинале. Но в декабре 2015 между руководством американского клуба и датским менеджером состава Фредериком Бисковым возникли разногласия, и команда Team SoloMid была распущена. Далее ростер выступал под тегом «?» (Team QuestionMark).

### 2016—2024
После долгих размышлений и предложений различных команд, бывшие игроки Team SoloMid решили создать собственную команду Astralis. Первый год был провальным для датского состава. Осенью 2016 Astralis опустились на 15 строчку в рейтинге hltv.org. В октябре этого же года состав покинул Финн «karrigan» Андерсен и вместо него пришёл Лукас «gla1ve» Россандер. В период с 2023 по 12 марта 2024 года выступал за академию Astralis Talent в роли стрелка.
16 марта 2024 года был подписан командой MOUZ на должность помощника тренера.

### Рейтинг HLTV
В таблице показаны изменения позиции в рейтинге 20 лучших киберспортсменов года по версии портала HLTV.org.
| Год  | Позиция | Прим.  |
| ---- | ------- | ------ |
| 2019 | 14      | [ 30 ] |
| 2018 | 13      | [ 31 ] |
| 2017 | 13      | [ 32 ] |
| 2013 | 20      | [ 33 ] |